# Senet

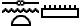
Senet in hiëroglief

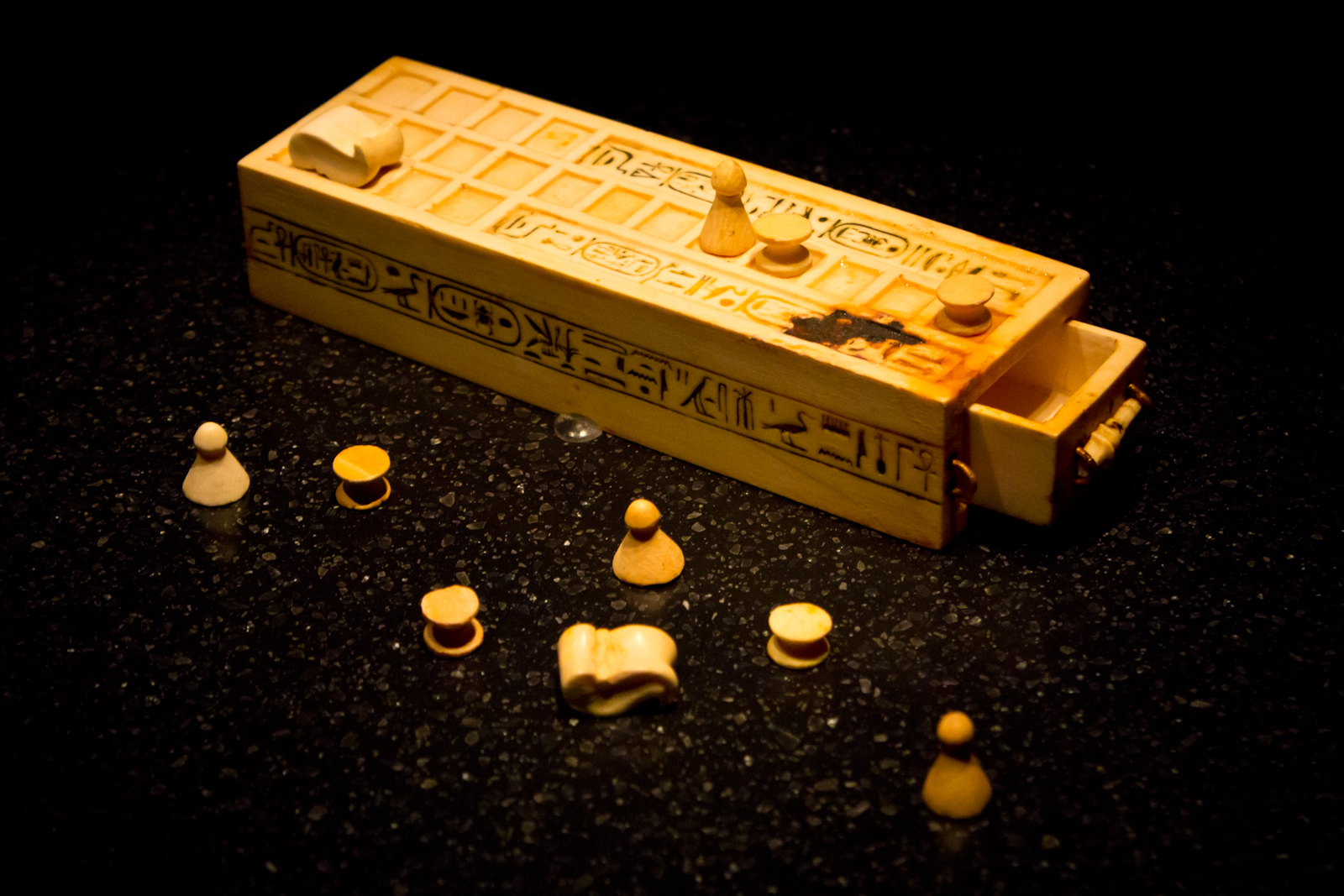
Senetspel met de stukken (uit het graf van Toetanchamon)

Senet is een bordspel uit het Oude Egypte. Het wordt gespeeld op een speciaal Senetbord, bestaande uit drie rijen van 10 vakjes.
In het oude Egypte was Senet een populair spel. Het werd gespeeld door mensen van alle klassen. In stenen van tempels en tombes zijn Senetdiagrammen te vinden die waarschijnlijk door wachters en/of bouwvakkers zijn gekrast, om de tijd te doden.
De armere bevolking maakte zelf spelborden in het zand of gekrast in steen en als pionnen gebruikte men steentjes of stukjes aardewerk. Rijkere bevolkingsgroepen hadden houten spelborden en de farao's gebruikten rijk versierde borden van zeldzame houtsoorten, plateelwerk of ivoor. In het graf van Toetanchamon is een prachtig exemplaar gevonden.

## Spelregels
Uit geen enkel oud Egyptisch document blijkt hoe het spel gespeeld moet worden. De Zwitserse archeoloog Gustave Jéquier heeft aan de hand van verschillende gevonden Senetspelborden en beschrijvingen spelregels samengesteld. De Duitse archeoloog Edgar B. Pusch heeft die regels op hoofdlijnen bevestigd na eigen onderzoek.

### Spelbord en dobbelstenen

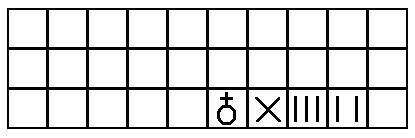
Het Senet spelbord

Het spelbord bestaat uit dertig vierkante vakjes. Er wordt gespeeld van linksboven naar rechtsonder en dan verder zoals de ploeg gaat. Vakjes nummer 26, 27, 28 en 29 hebben speciale tekens (Zie de afbeeldingen).

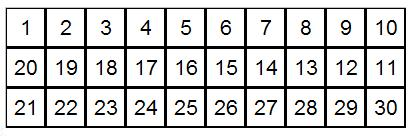
volgorde van zetten

Er wordt gespeeld met vier dobbelstenen. Deze dobbelstenen zijn langwerpige tweekleurige latjes van hout. Ze hebben een platte, lichtgekleurde kant en een halfronde, donkergekleurde kant.
De telling gaat als volgt:
- Een witte kant boven: 1 punt
- Twee witte kanten boven: 2 punten
- Drie witte kanten boven: 3 punten
- Vier witte kanten boven: 4 punten
- Vier zwarte kanten boven: 6 punten

### De gemarkeerde velden
Velden 26 (), 28 () en 29 () zijn vrijplaatsen. Daar kunnen pionnen niet worden geslagen. Veld 27 () is de "valkuil
". Een pion die daar terechtkomt moet worden teruggezet naar hokje 14, of als dat bezet is, naar het eerstvolgende vrije hokje.

### Start
Allereerst worden de pionnen, 5 witte en vijf zwarte, op de vakjes 1 tot en met 10 geplaatst. Wit op oneven, zwart op even.
De spelers gooien om beurten tot een van hen een 1 gooit. Die speler speelt met zwart en verzet de pion op hokje nummer 10 een stapje naar hokje nummer 11. Hij gooit vervolgens nog een keer.

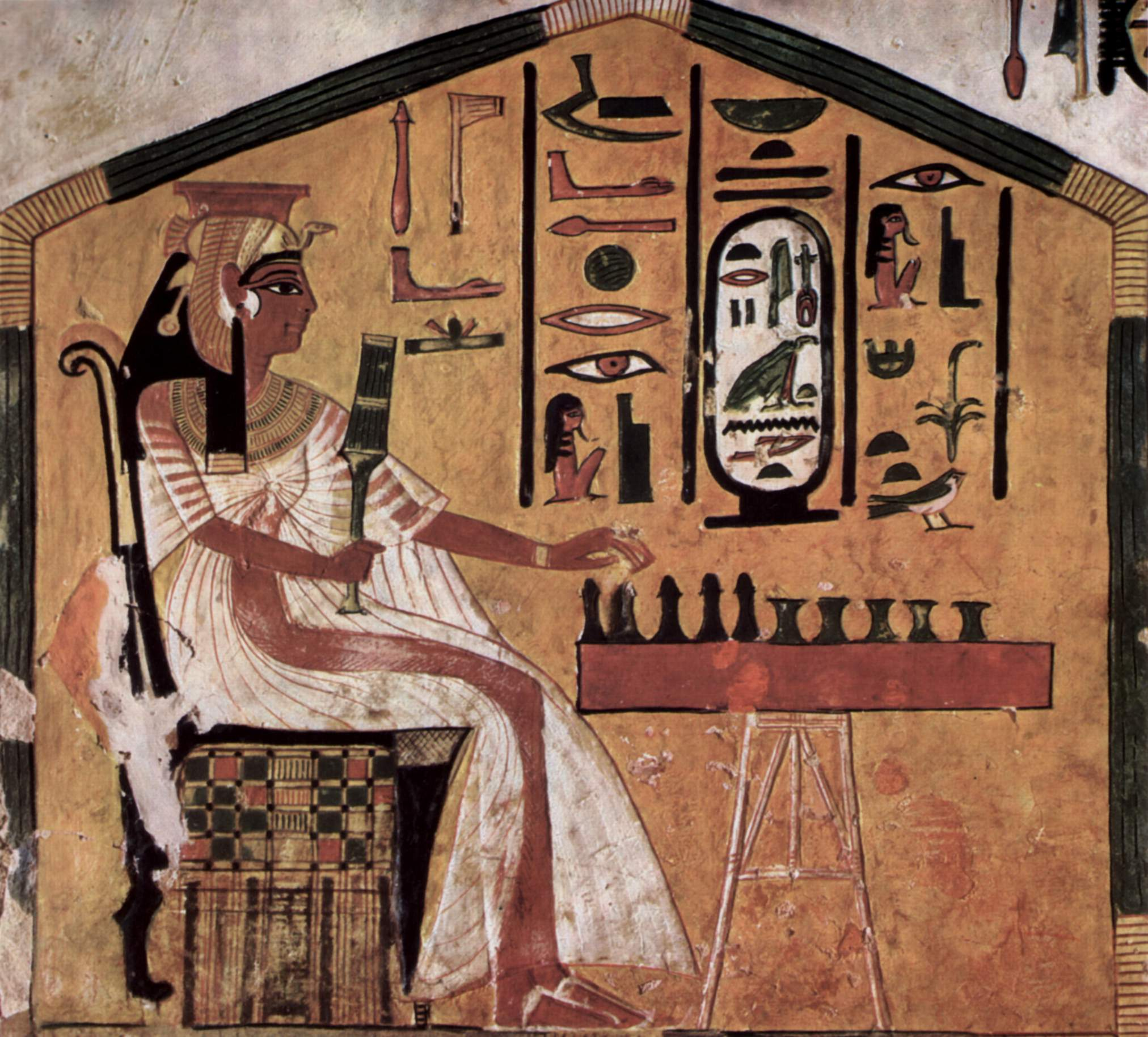
Nefertari speelt Senet (graf kamer fresco)

### De race
Het is de bedoeling als eerste zijn pionnen precies op hokje nummer dertig te krijgen. Degene die het lukt dit met al zijn pionnen te doen, is winnaar.
Gooit een speler een 1, 4 of een 6, dan verzet hij een van zijn pionnen met het aantal geworpen ogen en gooit vervolgens nog een keer.
Gooit een speler een 2 of een 3, zet hij een pion twee of drie velden, waarna zijn beurt voorbij is.
Zoals de eerste speler zijn eerste pion verplaatst van 10 naar 11, zo verplaatst speler twee zijn eerste pion vanaf veld negen. De volgende zetten mogen zelf worden gekozen.
Wanneer een pion terechtkomt op een door een pion van de tegenstander bezet vakje, wordt de pion van de tegenstander, teruggeplaatst naar het vakje waar de "aanvaller" vandaan kwam. Er kunnen geen twee pionnen van dezelfde kleur op één vakje staan.
Wanneer twee pionnen van één kleur in aangrenzende vakjes staan, beschermen ze elkaar en kunnen ze niet worden aangevallen. Wanneer drie pionnen van één kleur naast elkaar staan, beschermen ze elkaar ook, maar bovendien vormen ze een blokkade voor de tegenstander. Die kan deze blokkade niet passeren.
Wanneer een worp niet kan worden gebruikt om een zet naar voren te zetten, móet de worp worden gebruikt om hetzelfde aantal zetten achteruit te zetten (tenzij daar al een andere pion staat.)
Als een speler al zijn pionnen op vakjes in de laatste rij heeft staan, mag hij beginnen met het uitspelen naar hokje 30. Als niet alle pionnen zich in die rij bevinden, moet hij eerst andere zetten doen.
Een pion die is aangevallen en teruggeplaatst is naar de tweede rij, of een pion die in de valkuil terechtkwam moet eerst naar de derde rij worden gebracht voor een van de andere pionnen weer gezet mogen worden.